# 1935-ös Le Mans-i 24 órás verseny
A 13. Le Mans-i 24 órás versenyt 1935. június 15-én rendezték meg.

## Végeredmény
|    | Kategória | #  | Csapat                         | Versenyzők                                 | Modell                      | Motor                           | Körök |
| -- | --------- | -- | ------------------------------ | ------------------------------------------ | --------------------------- | ------------------------------- | ----- |
| 1  | 5.0       | 4  | Arthur W. Fox & Charles Nichol | Johnny Hindmarsh Luis Fontés               | Lagonda M45R Rapide         | Meadows 4.5L I6                 | 222   |
| 2  | 3.0       | 12 | Pierre-Louis Dreyfus           | Pierre-Louis Dreyfus Henri Stoffel         | Alfa Romeo 8C 2300          | Alfa Romeo 2.3L Supercharged I8 | 222   |
| 3  | 1.5       | 29 | Roy Eccles                     | Charles E.C. Martin Charles Brackenbury    | Aston Martin 1½ Ulster      | Aston Martin 1.5L I4            | 215   |
| 4  | 1.5       | 24 | Riley Motor Company Ltd.       | Alex can der Becke Cliff Richardson        | Riley Nine MPH Six Racing   | Riley 1.5L I4                   | 208   |
| 5  | 5.0       | 7  | "Michel Paris"                 | Louis Paris Marcel Mongin                  | Delahaye 18CV Sport         | Delahaye 3.2L I6                | 207   |
| 6  | 2.0       | 21 | Guy Don                        | Guy Don Jean Desvignes                     | Alfa Romeo 6C               | Alfa Romeo 1.8L I6              | 204   |
| 7  | 1.5       | 38 | Jean Trévoux                   | Jean Trévoux René Carriére                 | Riley Nine MPH Six Racing   | Riley 1.5L I4                   | 204   |
| 8  | 1.5       | 33 | Maurice Faulkner               | Maurice Faulkner Tom Clarke                | Aston Martin 1½ Ulster      | Aston Martin 1.5L I4            | 202   |
| 9  | 1.1       | 42 | Philippe Maillard-Brune        | Philippe Maillard-Brune Charles Druck      | MG Magnette K3              | MG 1.1L Supercharged I6         | 202   |
| 10 | 1.5       | 32 | C.T. Thomas                    | C.T. Thomas M. Kenyon                      | Aston Martin 1½ Ulster      | Aston Martin 1.5L I4            | 199   |
| 11 | 1.5       | 31 | P.L. Donkin                    | Peter Donkin Malcolm Douglas Hamilton      | Aston Martin 1½ Ulster      | Aston Martin 1.5L I4            | 199   |
| 12 | 1.5       | 27 | John Cecil Noël                | Jim Elwes Mortimer Morris-Goodall          | Aston Martin 1½             | Aston Martin 1.5L I4            | 196   |
| 13 | 5.0       | 14 | Arthur W. Fox & Charles Nichol | Dr. J. Dudley Benjafield Sir Roland Gunter | Lagonda M45R Rapide         | Meadows 4.5L I6                 | 196   |
| 14 | 1.5       | 26 | Louis Villeneuve               | Louis Villeneuve André Vagniez             | Bugatti Type 51A            | Bugatti 1.5L Supercharged I8    | 195   |
| 15 | 1.5       | 30 | R.P. Gardner                   | R.P. Gardner A.C. Beloë                    | Aston Martin 1½ Ulster      | Aston Martin 1.5L I4            | 190   |
| 16 | 1.1       | 51 | F.S. Barnes                    | Frank Stanley Barnes Alf Langley           | Singer Nine Le Mans Replica | Singer 1.0L I4                  | 183   |
| 17 | 1.5       | 34 | André Hénon                    | André Hénon Roger Rès                      | Singer 1½ Litre Le Mans     | Singer 1.5L I4                  | 177   |
| 18 | 1.1       | 45 | Mme Anne-Cecile Rose-Itier     | Anne-Cecile Rose-Itier Rober Jacob         | Fiat 508S Balilla Sport     | Fiat 1.0L I4                    | 172   |
| 19 | 1.1       | 48 | Gordon Hendy                   | Gordon Hendy James Boulton                 | Singer Nine Sports          | Singer 1.0L I4                  | 171   |
| 20 | 1.1       | 54 | Anthony Marsh                  | Arthur Marsh H.B. Guest                    | Singer Nine Le Mans Replica | Singer 1.0L I4                  | 160   |
| 21 | 1.1       | 46 | Gaston Duval                   | Gaston Duval Jean Treunet                  | B.N.C.                      | B.N.C. 1.0L I4                  | 160   |
| 22 | 1.1       | 52 | Raymond Gaillard               | Raymond Gaillard Maurice Aimé              | Singer Nine Le Mans Replica | Singer 1.0L I4                  | 159   |
| 23 | 1.1       | 53 | Guy Lapchin                    | Guy Lapchin Jacques Savoye                 | Singer Nine Le Mans         | Singer 1.0L I4                  | 155   |
| 24 | 1.1       | 56 | Capt. G.E.T. Eyston            | Joan Richmond Miss Gordon Simpson          | MG PA Midget                | MG 0.8L I4                      | 153   |
| 25 | 1.1       | 55 | Capt. G.E.T. Eyston            | Doreen Evans Barbara Skinner               | MG PA Midget                | MG 0.8L I4                      | 153   |
| 26 | 1.1       | 54 | Capt. G.E.T. Eyston            | Margaret Allen Coleen Eaton                | MG PA Midget                | MG 0.8L I4                      | 152   |
| 27 | 750       | 62 | John Carr                      | John Carr John Barbour                     | Austin 7 Speedy             | Austin 0.7L I4                  | 141   |
| 28 | 750       | 60 | Austin                         | Charles Dodson R.G. Richardson             | Austin 7 Speedy             | Austin 0.7L I4                  | 138   |

## Nem ért célba
|    | Kategória | #  | Csapat                         | Versenyzők                                     | Modell                              | Motor                           | Körök |
| -- | --------- | -- | ------------------------------ | ---------------------------------------------- | ----------------------------------- | ------------------------------- | ----- |
| 29 | 3.0       | 8  | Anthony Lago Auguste Bodoignet | Auguste Bodoignet Gabriel Constant             | Talbot T150 Baby Sport              | Talbot 3.0L I6                  | 181   |
| 30 | 1.5       | 36 | Riley Motor Company Ltd.       | Jean Sébilleau Georges Delaroche               | Riley Nine MPH Six Racing           | Riley 1.5L I4                   | 149   |
| 31 | 1.5       | 35 | Riley Motor Company Ltd.       | Freddi Dixon Cyril Paul                        | Riley Nine MPH Six Racing           | Riley 1.5L I4                   | 130   |
| 32 | 1.1       | 44 | Amédée Gordini                 | Amédée Gordini Carlo Nazarro                   | Fiat 508S Balilla Sport Coppa D'Oro | Fiat 1.0L I4                    | 129   |
| 33 | 5.0       | 6  | Bernard de Souza Dantas        | Bernard de Souza Dantas Roger Teillac          | Bugatti Type 57                     | Bugatti 3.3L I8                 | 129   |
| 34 | 3.0       | 10 | Earl Howe                      | Earl Howe Brian E. Lewis                       | Alfa Romeo 8C 2300                  | Alfa Romeo 2.3L Supercharged I8 | 129   |
| 35 | 3.0       | 18 | Comte Georges d'Arnoux         | Georges d'Arnoux Pierre Merlin                 | Bugatti Type 55                     | Bugatti 2.3L I6                 | 128   |
| 36 | 3.0       | 11 | Luigi Chinetti                 | Luigi Chinetti Jacques Gastaud                 | Alfa Romeo 8C 2300                  | Alfa Romeo 2.3L Supercharged I8 | 116   |
| 37 | 5.0       | 8  | Roger Labric                   | Roger Labric Pierre Veyron                     | Bugatti Type 50S                    | Bugatti 5.0L I8                 | 116   |
| 38 | 1.1       | 50 | J.R.H. Baker                   | J.R.H. Baker Norman Black                      | Singer Nine Le Mans Replica         | Singer 1.0L I4                  | 107   |
| 39 | 750       | 59 | Austin                         | Pat Driscoll C. Don Parish                     | Austin 7                            | Austin 0.7L I4                  | 106   |
| 40 | 1.1       | 39 | Maurice Baumer                 | Maurice Baumer John Ludovic Ford               | MG Magnette K3                      | MG 1.1L Supercharged I6         | 99    |
| 41 | 1.1       | 58 | Philipee Maillard-Brune        | Jean Viale Albert Debille                      | MG PB Midget                        | MG 0.8L Supercharged I4         | 98    |
| 42 | 1.5       | 22 | "Tim Davies"                   | "Tim Davies" A.F.P. Pane                       | Frazer Nash Shelsley                | Gough 1.5L I4                   | 96    |
| 43 | 1.1       | 41 | Eddie Hertzberger              | Eddie Hertzberger "Raph"                       | MG Magnette K3                      | MG 1.1L Supercharged I6         | 92    |
| 44 | 1.1       | 43 | Ecurie de L'Ours G. Boursin    | Marcel Horvilleur Gaston Serff                 | Amilcar CG "Spéciale Martin"        | Amilcar 1.1L I4                 | 91    |
| 45 | 750       | 61 | Austin                         | Charles Goodacre R.F. Turner                   | Austin 7                            | Austin 0.7L I4                  | 89    |
| 46 | 2.0       | 19 | Derby                          | Gwenda Stewart Charles Worth                   | Derby                               | Derby 2.0L I4                   | 87    |
| 47 | 1.5       | 23 | M.T.U. Collier                 | Michael Collier Peter Mitchell-Thomson         | Frazer Nash TT Replica              | Gough 1.5L I4                   | 77    |
| 48 | 2.0       | 20 | Ecurie Argo                    | Paul Vallée Albert Blondeau                    | Bugatti Type 35                     | Bugatti 2.0L Supercharged I8    | 74    |
| 49 | 3.0       | 15 | Raymond Sommer                 | Raymond Sommer Raymond de Saugé Desttrez       | Alfa Romeo 8C 2300                  | Alfa Romeo 2.3L Supercharged I8 | 69    |
| 50 | 3.0       | 9  | "M. Rekip"                     | René Kippeurt Edmont Nebout                    | Bugatti Type 44                     | Bugatti 3.0L I8                 | 64    |
| 51 | 1.1       | 49 | Singer Ltd.                    | John Donald Barnes Tommy Wisdom                | Singer Nine Le Mans Replica         | Singer 1.0L I4                  | 57    |
| 52 | 5.0       | 5  | Daniel Porthault               | Daniel Porthault Just-Emile Vernet             | La Lorraine B3-6                    | La Lorraine 3.5L I6             | 52    |
| 53 | 1.5       | 37 | Riley Motor Company Ltd.       | Percy Maclure Sammy Newsome                    | Riley Nine MPH Six Racing           | Riley 1.5L I4                   | 47    |
| 54 | 1.5       | 28 | R.E. Tongue                    | Clifton Penn-Hughes Thomas Forthringham-Parker | Aston Martin 1½                     | Aston Martin 1.5L I4            | 45    |
| 55 | 1.5       | 25 | Riley Motor Company Ltd.       | Elsie Wisdom Kaye Petre                        | Riley Nine MPH Six Racing           | Riley 1.5L I4                   | 38    |
| 56 | 8.0       | 1  | Prince Nicolas de Roumanie     | Prince Nicolas de Roumanie Emile Beghin        | Duesenberg Model J                  | Duesenberg 7.0L I8              | 38    |
| 57 | 3.0       | 16 | Ecurie Argo                    | "Chaude" Max Fourny                            | Bugatti Type 55                     | Bugatti 2.3L I6                 | 26    |
| 58 | 1.1       | 47 | Ian Connell                    | Ian Connell Nevil Lloyd                        | Singer Nine Le Mans Replica         | Singer 1.0L I4                  | 17    |